# Fabronia breutelii
Fabronia breutelii är en bladmossart som beskrevs av Hampe in C. Müller 1859. Fabronia breutelii ingår i släktet Fabronia och familjen Fabroniaceae. Inga underarter finns listade i Catalogue of Life.